# Public Hero No.1
 Public Hero No.1 és un thriller estatunidenc en blanc i negre dirigit per J. Walter Ruben, estrenat el 1935 i produït per la MGM. Va ser protagonitzada per Lionel Barrymore, Jean Arthur, Chester Morris i Joseph Calleia.
El film va tenir un remake el 1941, The Get-Away, amb Robert Sterling fent el paper de Chester Morris, i Donna Reed reemplaçant Jean Arthur.

## Argument
L'agent encobert de l'FBI Jeff Crane es fica a la presó on està detingut Sonny Black, integrant d'una perillosa banda. Jeff ajuda Sonny a escapar amb l'esperança que això el porti a la resta del grup.

## Repartiment
- Lionel Barrymore: Dr. Josiah Glass
- Jean Arthur: Maria Theresa "Terry" O'Reilly
- Chester Morris: Jeff Crane
- Joseph Calleia: Sonny "Dinkie" Black
- Paul Kelly: Agent especial James Duff
- Lewis Stone: Warden Alcott
- Paul Hurst: Rufe Parker
- George E. Stone: Butch
- Sam Baker: Mose Jones